# Белиловский, Кесарь Александрович
Кесарь Александрович Белиловский (1859, Вознесенское, Полтавская губерния — 1938, Симферополь) — украинский поэт и издатель. Литературные псевдонимы: Цезарко, Иван Кадило, Ольгин, Цезарь Белило.

## Биография
Родился в семье фельдшера еврейской больницы в селе Вознесенское, Золотоношского уезда Полтавской губернии 20 февраля (4 марта) 1859 года.
Среднее образование получал в Полтавской и Дерптской гимназиях. В 1879 году поступил на медицинский факультет Дерптского университета. В 1881 году выехал за границу. В октябре того же года был исключен из университета за неприбытие в срок из отпуска. По сведениям иностранной агентуры, в июне 1881 года прибыл в Вену, где вступил в социал-революционные кружки и в украинофильскую революционную партию. По распоряжению департамента полиции от 15 ноября за его возвращением в Россию было установлено наблюдение с целью обыска и возможного ареста на границе. Образование продолжал образование в Лейпцигском университете, затем — на медицинском факультете Венского университета и закончил медицинское образование в Йенском университете в 1884 году.
Получил звание доктора медицины и по возвращении в Россию, 4 октября 1885 года смог получить место городского врача только в казахском Петропавловске. В октябре 1892 года переехал в Петербург; работал в медицинском отделении петербургского губернского правления и медицинском департаменте. С осени 1889 года был помощником врачебного инспектора Митавы. В 1905 году он оказался связанным с революционным движением и был вынужден оставить должность. С 26 ноября 1907 года служил в Петрозаводске на должности олонецкого губернского врачебного инспектора; 6 декабря 1908 года был произведён в чин действительного статского советника; был членом Олонецкого отделения Православного карельского братства; врач приюта для мальчиков в Петрозаводске, член Олонецкого попечительства детских приютов.
В 1910 году его направили на борьбу с эпидемией холеры в Крыму, с 1913 года — главный карантинный врач в Феодосии, во время Первой мировой войны — начальник военного госпиталя в Феодосии.
В 1913 году Белиловский открыл в Крыму источник минеральной воды, получивший название «Кафа» («Нарзан крымский»). 
В 1918 году был сторонником Петлюры, но, после начала еврейских погромов, перешел на сторону большевиков. 
После 1920 года Белиловский работал в отделе охраны здоровья Крымского ревкома, в период с 1925 по 1932 год он был врачом дипломатического корпуса СССР в Персии, в Реште. В 1932 году вернулся в Симферополь. 
Являлся сторонником независимой Украины и активно содействовал украинизации в стране. Он активно участвовал в составлении академического толкового украинского языка.
В 1932 году вернулся в Симферополь. 22 января 1938 года арестован. После физического и психологического насилия в тюремном изоляторе был переведен в больницу тюрьмы, где и скончался 28-го мая 1938 года в возрасте семидесяти девяти лет, став жертвой сталинских репрессий. После ареста его имя было вычеркнуто из научной среды.

## Творчество
В 1876 году в одной из местных газет Лейпцига Белиловский разместил свою первую публикацию — перевод на немецкий язык стихотворения Т. Г. Шевченко «Нащо менi чорнi брови». В Вене сближается с академическим студенческим обществом «Сечь», которое издавало «Славянский альманах»; в этом альманахе Белиловский публикует свои поэтические произведения.
Он одним из первых обратил своё внимание на творчество молодого украинского поэта Ивана Франко. В 1882 году в киевской газете «Труд» им была опубликована посланная из Германии статья «несколько слов о переводе гётевского „Фауста“ на украинский язык Иваном Франко». В это же время Белиловский тесно сотрудничал с журналом «Світ», который издавали И. Белей и И. Франко; в этом журнале он поместил свою «Північну пісенку» и стихотворение «Сон».
Белиловский издал две книги альманаха «Складка»: в 1896 году в Харькове и в 1897 году в Петербурге. В этих изданиях впервые в России были опубликованы два стихотворения Ивана Франко на украинском языке.
В 1914 году он начал заниматься переводческой деятельностью; издал два выпуска «Поэзии» Ф. Шиллера на украинском языке. Тогда же стал переводить И. Гёте и Г. Гейне.
В 1915 году издал в Феодосии книгу «Галиция, её прошлое и настоящее».
В его поэтическом творчестве прослеживаются патриотическо-ностальгические и любовные мотивы. Белиловский был одним из первых, кто после А. Крымского, обратился к восточному фольклору — особенно знаменательно его сочинение «Персидские мотивы» и циклы стихотворений, посвящённых казахскому фольклору.

## Награды
Был награждён орденами: Св. Анны 3-й ст. (1900), Св. Станислава 2-й ст. (1904), Св. Владимира 4-й ст. (1911).

## Семья
Его сыновья:
- Виктор Кесаревич (1885—1947), профессор МАДИ[10][11].
- Евгений Кесаревич (ок. 1898 — ок. 1920), подпоручик[12].